# Жулебин, Василий Иванович
Василий Иванович Жулебин — воевода в правление Василия III Ивановича и Ивана IV Васильевича Грозного.
Третий сын Ивана Андреевича Жулебина— Остеева Большого и внук Андрея Тимофеевича Остеева Жулебы.

## Биография
Дворовый сын боярский по Ростову. Воевода в Рязани (1540), Пронске (1541). При подходе к Пронску войска крымского хана Сахиб-Герея (3 августа 1541), потерпевшего поражение под Зарайском, хан осадил город и послал Василию Ивановичу предложение о сдаче города, но воевода отверг это предложение, вооружил всё население города, включая женщин, и приготовился к отражению штурма Пронска. Узнав о подходе московского войска под командованием воевод князя Микулинского и князя Щепина-Серебряного, хан снял осаду и бежал из-под города. За успешную оборону города царь пожаловал Василия Ивановича и воеводу Александра Кобякова великим жалованием, шубами и кубками. Первый воевода в Рязани (1543).